# Zonosaurus bemaraha
Zonosaurus bemaraha е вид влечуго от семейство Gerrhosauridae. Видът не е застрашен от изчезване.

## Разпространение и местообитание
Разпространен е в Мадагаскар.
Обитава гористи местности, национални паркове и плата.

## Описание
Популацията на вида е стабилна.